# Andrea Gemma
Andrea Gemma (Napoli, 7 giugno 1931 – Roma, 2 settembre 2019) è stato un vescovo cattolico e scrittore italiano, esorcista, appartenente alla congregazione della Piccola opera della Divina Provvidenza.

## Biografia

### Ministero sacerdotale
Nato a Napoli da Gabriele Gemma e Palma Ricci, fu ordinato presbitero il 28 aprile 1957.
Insegnò lettere classiche e moderne all'Istituto San Tommaso di Bra dal 1958 al 1969. Fu parroco nella parrocchia di Ognissanti a Roma dal 1969 al 1978 e nello stesso tempo prefetto della XIX prefettura della diocesi di Roma. Dal 1978 fu parroco ad Avezzano.
Nel 1980 divenne vicario generale della sua congregazione, la Piccola Opera della Divina Provvidenza, quindi segretario generale e procuratore generale della medesima. Dal 1980 al 1990 fu direttore responsabile del bollettino ufficiale della sua congregazione Don Orione Oggi.

### Ministero episcopale
Il 7 dicembre 1990 fu nominato vescovo di Isernia-Venafro da papa Giovanni Paolo II. Svolse anche un'intensa attività come esorcista. Compare anche nel libro "La mia possessione", basato sulle esperienze e la vita di Francesco Vaiasuso.
Vescovo emerito, per raggiunti limiti di età, dal 5 agosto 2006, prese residenza prima presso la Casa per anziani di Monteverde e poi presso il Centro Don Orione di Monte Mario a Roma.
Fin dall'epoca dell'insegnamento si dedicò anche alla predicazione degli esercizi spirituali. Scrisse molti libri e articoli di spiritualtà e pastorale su Maria e don Luigi Orione.
Nel 2013 si pronunciò contro la attendibilità dei presunti veggenti di Medjugorje, affermando che grazie al business dei pellegrinaggi essi si erano sistemati finanziariamente e conducevano una vita molto agiata.

### Morte
Morì ad 88 anni il 2 settembre 2019 al Policlinico Agostino Gemelli di Roma. Dopo la cerimonia funebre, celebrata il 4 settembre nella chiesa di Ognissanti, la salma venne trasportata a Tortona e tumulata nella cripta del Santuario orionino di Nostra Signora della Guardia.

## Genealogia episcopale
La genealogia episcopale è:
- Cardinale Scipione Rebiba
- Cardinale Giulio Antonio Santori
- Cardinale Girolamo Bernerio, O.P.
- Arcivescovo Galeazzo Sanvitale
- Cardinale Ludovico Ludovisi
- Cardinale Luigi Caetani
- Cardinale Ulderico Carpegna
- Cardinale Paluzzo Paluzzi Altieri degli Albertoni
- Papa Benedetto XIII
- Papa Benedetto XIV
- Papa Clemente XIII
- Cardinale Enrico Benedetto Stuart
- Papa Leone XII
- Cardinale Chiarissimo Falconieri Mellini
- Cardinale Camillo Di Pietro
- Cardinale Mieczysław Halka Ledóchowski
- Cardinale Jan Maurycy Paweł Puzyna de Kosielsko
- Arcivescovo Józef Bilczewski
- Arcivescovo Bolesław Twardowski
- Arcivescovo Eugeniusz Baziak
- Papa Giovanni Paolo II
- Vescovo Andrea Gemma, F.D.P.

## Araldica
| Stemma | Blasonatura |
| ------ | --- |
|        | D'azzurro, alla stella d'oro a cinque punte portante una lettera emme d'azzurro e irradiante verso il basso da tre fasce ondate d'argento. |